# Polyrhachis striata
Polyrhachis striata är en myrart som beskrevs av Mayr 1862. Polyrhachis striata ingår i släktet Polyrhachis och familjen myror.

## Underarter
Arten delas in i följande underarter:
- P. s. assamensis
- P. s. striata
- P. s. tritschleri